# Француски устав (1799)
Француски устав (1799), познат и као Устав године VIII (француски: Constitution de l'an VIII) је био последњи устав Француске револуције и први од устава које је донео Наполеон Бонапарта. Заменио је термидорски устав из 1795. године. Уставом је успостављена војна диктатура те је Француска република претворена у Конзулат на челу са Наполеоном као првим конзулом. Устав је измењен 1802. године. Устав је на снагу ступио 22. фримера, односно 24. децембра 1799. године.

## Увод
Бонапарта је стигао у Париз 14. октобра 1799. године. Јавно мњење гледало је на њега као на оног ко ће опет наметнути непријатељима мир. У ствари, опасност од инвазије већ је била отклоњена победама у Холандији и Швајцарској. Не желећи да Директоријуму препусти све заслуге, Наполеон се приближио присталицама државног удара, на челу са Сијесом. За помоћ се, као 18. фруктидора, обратио армији. Сада је, међутим, већи део армије био републикански за разлику од фруктидора, када је био ројалистички. Сијес је тражио вођу државног удара. Када се искрцао Бонапарта, узвикнуо је „Ево нашег човека“. Припреме за државни удар брзо су спроведене. Пришао је и Таљеран. Завереници су придобили и Роже Дикоа. Барас је био неутралан. Осамнаестог бримера сазван је Савет старијих. Савет старијих изгласао је да се савети преселе у Сент Клауд. Бонапарта је задужен за извршење те одлуке. Париске јединице стављене су под његову команду. Директоријум је тако лишен власти. Чак је и његова гарда стављена под Наполеонову команду. Деветнаестог бримера одржана је седница савета у Сент Клауду. Бонапарта је у околини концентрисао 4000 до 5000 војника. Саветом је председавао Лисјен Бонапарта. У Савету старијих залагао се за успостављање војне владе која би се укинула по успостављању мира. Наполеон је изгубио стрпљење и појавио се у пратњи генерала и гренадира. Одмах се дигла цела скупштина јер он није имао право да уђе ако није позван. Наполеона су ухватили за оковратник и избацили га напоље. Лисјен је узалудно покушао да одбрани брата. Убрзо је и сам изведен. Браћа Бонапарта придобила су на своју страну војску којом су растерали посланике. Посланици су излазили уз повике „Живела република“. Успостављен је привремени Конзулат од стране већине у Савету пет стотина.

## Устав
Конзули Француске били су Сијес, Роже Дико и Наполеон Бонапарта који су преузели сва овлашћења Директоријума. Тројица конзула положила су заклетву и кренула у Париз. Француска република претворена је у војну диктатуру. Донета је одлука о укидању Француског директоријума. Наполеон је израдио штури устав након извршења државног удара. Доношење овог устава означило је крај Француске револуције. Устав године VIII први је француски устав који није садржао никакву повељу о правима. Извршна власт припала је тројици конзула. Међутим, у пракси Наполеон је државо сву власт као први конзул. Француска је задржала републиканско уређење. Наполеон је копирао државотворни модел Октавијанове Римске републике. У уставу су коришћени римски термини попут конзула, сената и трибуна. Сенат је чинило 80 чланова, трибунат 100 трибуна. Наполеон је дао устав на референдум. Он му је пружио привид легитимности. Нешто мање од 50% грађана изашло је на референдум. Око 3 милиона или 99,4% се изјаснило за, док је нешто више од 1500 гласача било против новог устава. Устав године VIII допуњен је уставом године X којим је Наполеон стекао доживотна конзулска овлашћења. Следећи устав (године XII) утемељио је династију Бонапарта. Наполеон је проглашен царем. 